# Síntese de Williamson
Síntese de Williamson é a reação de obtenção de éteres por meio da substituição de halogênios de haletos orgânicos por outro grupo negativo. A síntese de Williamson ocorre entre haletos orgânicos e alcóxidos de sódio (R — ONa)

## Exemplo
- Reação com cloroetano, que resulta em etoxietano (éter)

H3C — CH2 — Cl  +  CH3—CH2—ONa  →  H3C — CH2 — O — CH2 — CH3  +  NaCl

## História
A reação de Williamson ou síntese de éteres de Williamson, foi desenvolvida por Alexander Williamson em 1850. Tipicamente ela envolve a reação de um íon alcóxido com uma haleto de alquila primário via uma reação SN2. Esta reação é importante na história da química orgânica porque ela ajuda a provar a estrutura de éteres.
O mecanismo geral da reação é a seguinte:
Um exemplo é a reação de etóxido de sódio com cloroetano para formar éter dietílico e cloreto de sódio:
C2H5O−Na+ + C2H5Cl  → C2H5OC2H5 + Na+Cl−

## Escopo
A reação de Williamson é de uma amplo escopo, é largamente usada tanto em sínteses em laboratório quanto na indústria, e lembra o mais simples e popular método de preparação de éter. Tanto éteres simétricos e assimétricos são facilmente preparados, e reações intramoleculares podem também ser conduzidas. No caso de éteres assimétricos há duas possibilidades para a troca de reagentes, e uma é normalmente preferível com base na disponibilidade ou na reatividade. A reação de Williamson é também frequentemente usada para preparar um éter indiretamente de dois álcoois. Um dos álcoois é primeiro convertido a um grupo lábil (usualmente tosilato), então os dois são reagidos juntos.
O alcóxido (ou aróxido) pode ser primário, secundário ou terciário. O agente alquilante, por outro lado é preferivelmente primário. Agentes de alquilação secundários também reagem, mas terciários são normalmente demasiados propensos a reações laterais para serem de uso prático. O grupo lábil é mais frequentemente um haleto ou um éster sulfonato sintetizado para o propósito da reação. Desde que as condições da reação são previamente determinadas, grupos protetores são frequentemente usadas para pacivar outra partes das moléculas reactantes (e.g. outros álcoois, aminas, prótons ácidos, etc.)

## Condições
Dado que íons alcóxido são altamente reativos, eles geralmente são preparadas imediatamente antes da reação, ou são geradas in situ. Nos laboratório de química, a geração in situ é mais frequentemente realizada pelo uso de um carbonato básico ou hidróxido de potássio, enquanto que em síntese industrial catálise de transferência de fase é muito comum. Uma ampla gama de solventes podem ser usados, mas deve notar-se que os solventes e próticos solventes apolares tendem a diminuir a taxa de reação fortemente, como resultado da redução da disponibilidade do nucleófilo livre. Por esta razão, acetonitrila e N,N-dimetilformamida são particularmente usados.
A reação de Williamson típica é conduzida a 50-100°C e se completa em 1-8 horas. Muitas vezes, o desaparecimento completo das matérias-primas é difícil de se conseguir, e as reações colaterais são comuns. Rendimentos de 50-95% são geralmente realizados em sínteses de laboratório, enquanto a conversão quase quantitativa pode ser obtida em processos industriais.
Catálise não é normalmente necessária na síntese de laboratório. No entanto, se um agente alquilante não reativo é utilizado (por exemplo, um cloreto de alquila), então a taxa de reação pode ser muito melhorada pela adição de uma quantidade catalítica de um sal de iodeto solúvel (que sofre a troca de haleto com o cloreto rendendo um iodeto muito mais reativo, uma variante da reação de Finkelstein). Em casos extremos, sais de prata podem ser adicionados, por exemplo, óxido de prata:
O íon prata coordenado com o haleto do grupo lábil fazem a sua partida mais fácil. Finalmente, os catalisadores de transferência de fase às vezes são usados (por exemplo, brometo de tetrabutilamônio ou 18-coroa-6) de maneira a aumentar a solubilidade do alcóxido, oferecendo uma contraíon suave.

## Reações em paralelo
A reação de Williamson muitas vezes compete com a eliminação catalisada do agente alquilante, e da natureza do grupo lábil, bem como as condições de reação (principalmente a temperatura e solvente) podem ter um forte efeito sobre a qual é favorecida. Em particular, algumas estruturas do agente alquilante pode ser particularmente propensas a eliminação.
Quando o nucleófilo é um íon alcóxido, a reação de Williamson também pode competir com alquilação no anel uma vez que é o aróxido nucleófilo ambidentado.